# Руссо, Ричард
Ричард Руссо (англ. Richard Russo, род. 15 июля 1949 года, Джонстаун, Нью-Йорк, США) — американский писатель и киносценарист, лауреат Пулитцеровской премии 2002 года за роман «Эмпайр Фоллз» (2001).

## Биография
Степени бакалавра, магистра и доктора получил в Университете Аризоны. Начал писать во время работы в университете Southern Illinois University Carbondale, где он преподавал на кафедре английского языка.

## Основные произведения
- 1986 — Mohawk (Vintage Books)
- 1988 — The Risk Pool (Random House)
- 1993 — Nobody’s Fool (Random House)
- 1997 — Непосредственный человек / англ. Straight Man (Random House)
- 2001 — «Эмпайр Фоллз» / англ. Empire Falls (Alfred A. Knopf) — Пулитцеровская премия
- 2002 — The Whore’s Child and Other Stories (Alfred A. Knopf)
- 2007 — Bridge of Sighs (Alfred A. Knopf)
- 2009 — That Old Cape Magic (Random House)
- 2016 —  Everybody's Fool (Alfred A. Knopf)
- 2019 — Шансы есть... / англ. Chances Are... (Alfred A. Knopf)
- 2023 — Somebody's Fool (Alfred A. Knopf)

## Фильмография

### Сценарист
1. 1994 — «Без дураков» / англ. Nobody's Fool
2. 1998 — «Сумерки» / англ. Twilight
3. 2001 — «Восход Фламинго» (ТВ) / англ. The Flamingo Rising
4. 2003 — «Столкновение с судьбой» (ТВ) / англ. Brush with Fate
5. 2005 — «Молчи в тряпочку» / англ. Keeping Mum
6. 2005 — «Ледяной урожай» / англ. The Ice Harvest
7. 2005 — «Эмпайр Фоллз» (ТВ) / англ. Empire Falls
8. 2010 — «Рискованная партия» / англ. The Risk Pool

### Исполнительный продюсер
1. 2005 — «Ледяной урожай» / англ. The Ice Harvest

### Актёр
1. 2003 — «Запятнанная репутация» / англ. The Human Stain — член факультетской комиссии